# Jehu (Prophet)
Jehu war ein alttestamentlicher Prophet. Er lebte im 9. Jahrhundert v. Chr. und war laut 1. Buch der Könige (1 Kön 16,1 ) ein Sohn Hananis.

## Etymologie
Der hebräische Personenname יֵהוּא jehû’ „Jehu“ ist ein identifizierender Nominalsatzname, bestehend aus Subjekt und Prädikat. Subjekt (und zugleich theophores Element) ist „JHWH“, Prädikat ist das Personalpronomen הוּא hû’, deutsch ‚er‘. Der Name lässt sich daher als „JHWH ist er“ übersetzen. Er kann als eine Art Glaubensbekenntnis aufgefasst werden („JHWH ist es / JHWH ist derjenige“). Die Septuaginta gibt den Namen als Ιου Iu wieder, die Vulgata als Hieu. Die assyrische Form des Namens lautet Jaua.

## Biblische Erzählung
Jehus im Alten Testament erhaltenen Reden richteten sich gegen Bascha, König von Israel (1 Kön 16 ), und Joschafat, König von Juda (2 Chr 29 ), dessen Geschichtsschreiber er wohl auch war (2 Chr 20,34 ).